# Скандинавско ходене
Скандинавското ходене е версия на ходене с цялото тяло с финландски произход, която може да се извършва както от любители, така и от професионалисти. Заниманието се извършва със специално проектирани щеки за ходене, подобни на щеките за ски.
Скандинавското ходене (sauvakävely) е фитнес ходене със специално проектирани щеки. Докато трекерите, туристите с раници и скиорите са използвали основната концепция от десетилетия, скандинавското ходене е официално дефинирано за първи път с публикуването на Hiihdon lajiosa („Част от методиката за обучение по ски бягане“) от Маури Репо през 1979 г.  Концепцията за скандинавско ходене е разработена на базата на извънсезонна ски тренировка, като се използват монолитни ски щеки.
В продължение на десетилетия туристи са използвали своите щеки за ски много преди щеките за трекинг и скандинавско ходене да се появят. Ски състезателите, лишени от сняг, винаги са използвали и все още използват своите еднокомпонентни ски щеки за ски ходене и катерене на хълмове. Щеките Nordic Walker са произведени и пуснати на пазара от Exel през 1997 г. Exel въвежда термина „скандинавско ходене“ през 1999 г. Преди това спортът е бил известен като „ски ходене“.
В сравнение с обикновеното ходене, скандинавското ходене (наричано още ходене на щеки) включва прилагане на сила върху щеките с всяка крачка. Скандинавските ходещи използват по-голяма част от цялото си тяло (с по-голяма интензивност) и натоварват гърдите, широкия гръбен мускул, трицепсите, бицепсите, раменете, коремните, гръбначните и други основни мускули, което може да доведе до значително увеличаване на сърдечната честота при дадено темпо. Смята се, че скандинавското ходене води до 46% увеличение на консумацията на енергия в сравнение с ходенето без щеки. Проведени са няколко изследвания върху ефектите от скандинавското ходене. Едно проучване в частност сравнява редовното ходене със скандинавското ходене. Това проучване показа, че скандинавското ходене води до по-значително намаляване на ИТМ и обиколката на талията в сравнение с обикновеното ходене. Групата със скандинавско ходене е единствената група, която претърпява намаляване на общите телесни мазнини и увеличаване на аеробния капацитет. Друго проучване сравнява ефектите от скандинавското ходене, конвенционалното ходене и тренировките със съпротивителни ленти върху цялостната физическа форма при по-възрастни хора. Проучването заключава, че докато и трите метода са оптимални за подобряване на цялостната физическа форма, скандинавското ходене е най-ефективното. Харвардското медицинско училище има доказателства, които показват, че скандинавското ходене има повече характеристики за изгаряне на калории от обикновеното ходене.

## Оборудване
Щеките за скандинавско ходене са значително по-къси от препоръчваните за ски бягане. Предлагат се в различни варианти, с телескопични дръжки за по-удобно транспортиране, с подвижни гумени накрайници за използване върху твърди повърхности и закалени метални накрайници за пътеки, плаж, сняг и лед. Повечето щеки са направени от лек алуминий, въглеродни влакна или композитни материали. Не са необходими специални обувки за ходене, въпреки че има обувки, които се продават като специално предназначени за спорта.
Ритъмът на ръцете, краката и тялото е подобен на този, използван при нормално, енергично ходене. Обхватът на движение на ръцете регулира дължината на крачката. Ограничените движения на ръцете ще означават естествено ограничено движение на таза и дължината на крачката. Колкото по-дълъг е тласъкът на пръта, толкова по-дълга е крачката и по-мощен замах на таза и горната част на торса.

## Регионални членове на Международната федерация по скандинавско ходене
- Австралия: Nordic Walking Australia (от 2006)
- Китай: Hangzhou Nordic Gull Sports development Co., Ltd (от 2019)
- Хърватия: Croatian Nordic Walking Association (от 2011)
- Естония: Estonian Nordic Walking Union
- Финландия: Nordic Walking Finland ry (от 2017)
- Франция: INWA France
- Великобритания: British Nordic Walking
- Гърция: INWA Greece (от 2020)
- Хонконг: China Hong Kong Newly Emerged Sports Association Limited (от 2020)
- Индия: India Nordic Walking Organisation (от 2012)
- Иран: Iranian Nordic Walking Association (от 2017)
- Ирак: Federation of Iraqi Sports Companies (от 2017)
- Израел: INWA Israel Hapoel
- Италия: Associazione Nordic Walking Italia (от 2005)
- Япония: Japan Nordic Fitness Association (JNFA) (от 2007)
- Латвия: Latvian Sports for All Association (от 2008)
- Нидерландия: Stichting Nordic Walking Nederland (от 2003)
- Нова зеландия: Nordic Walking Fitness Association of New Zealand (от 2008)
- Полша: PZNW Polish Nordic Walking Association (от 2021)
- Русия: Russian Nordic Walking Association (RNWA) (от 2010)
- Сърбия: Nordic Walking Serbia (от 2022)
- Южна Корея: INWA Korea
- Испания: (AENWC) INWA Spain (от 2005)